# Morioka

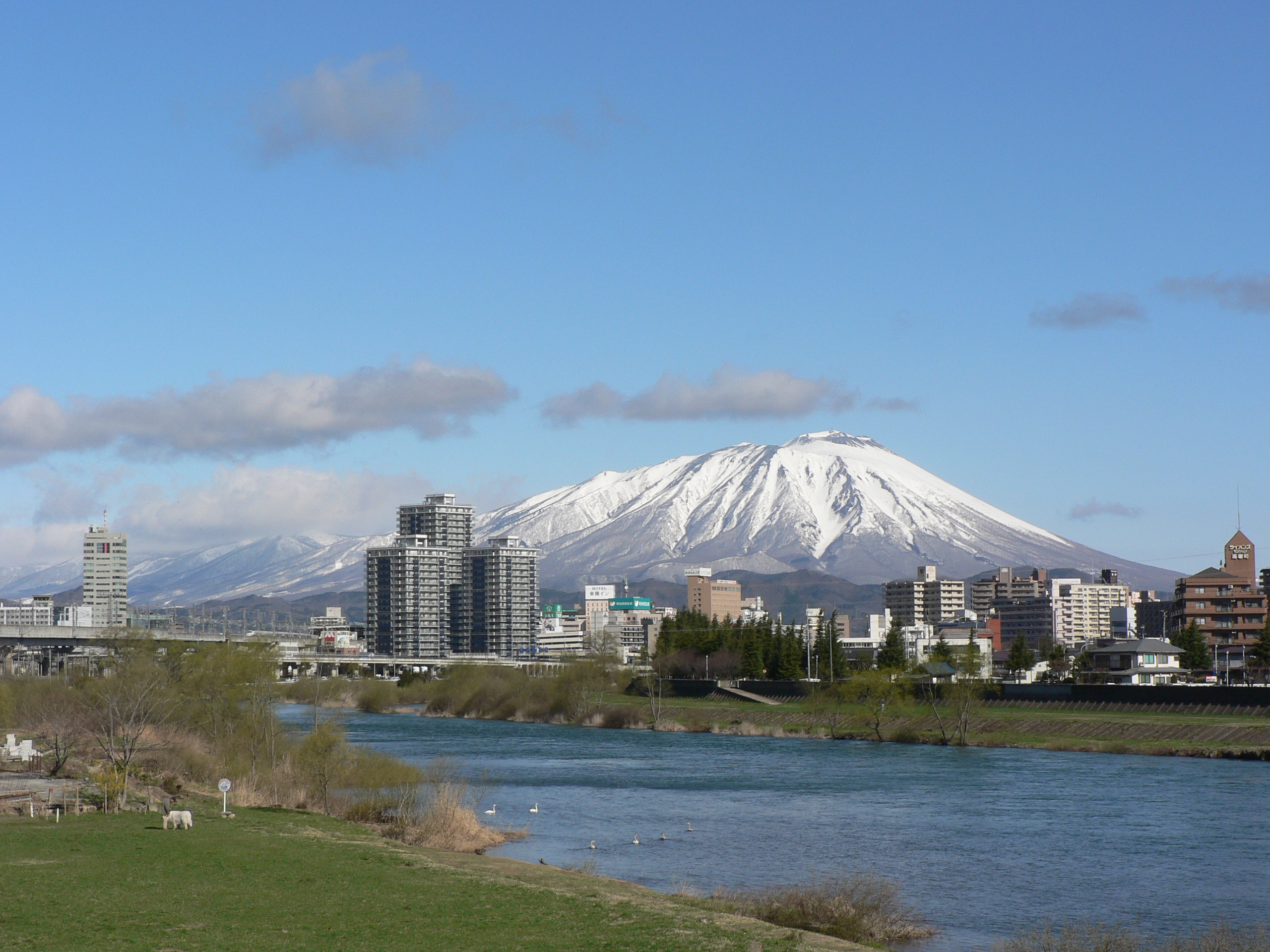
Morioka cu Muntele Iwate

Morioka (盛岡市 Morioka-shi?) este un municipiu din Japonia, centrul administrativ al prefecturii Iwate.